# Holland, Hannen & Cubitts
Holland, Hannen & Cubitts foi uma empresa de construção principal responsáveis por muitos dos grandes edifícios de Londres.

## História
Foi formada a partir da fusão de duas bem sucedidas empresas de construção de casas que tinham concorrido ao longo das últimas décadas do século XIX, mas se uniram em 1883, quando a empresa Holland & Hannen adquiriu a Cubitts, uma empresa fundada por Thomas Cubitt cerca de 70 anos antes.
A empresa foi adquirida pela Drake & Gorham Skull em 1969, depois pela Tarmac em 1976 e posteriormente integrado a empresa Tarmac Construção.

## Grandes projetos
A nova empresa passou a construir muitos edifícios e estruturas importantes, incluindo:
- Prudential Assurance, um edifício em High Holborn concluída em 1906;
- Cunard Building edifício em Liverpool concluída em 1917;
- Cenotaph em Londres  concluída em 1920;
- London County Hall concluída em 1922;
- South Africa House em Londres concluída em 1933;
- Senate House na Universidade de Londres concluída em 1937;
- Royal Festival Hall em Londres concluída em 1951;
- Roxburgh Dam na Nova Zelândia concluída em 1956;
- New Zeland House em Londres concluído em 1961;
- o prédio da usina nuclear de Trawsfynydd em 1965.